# Konvojeffekt
En konvojeffekt är ett fenomen relaterat till First Come First Serve-algoritmen inom schemaläggning där ett operativsystem saktas ner på grund av långsamma processer. 
First Come First Serve-algoritmens grundprincip är att den schemalägger en process så fort den kommer in. En konvojeffekt uppstår när en långsam process schemaläggs varefter en eller flera korta processer kommer in och vill schemaläggas. De korta processerna måste i denna situation vänta på att den långsamma processen blir klar innan de kan exekvera vilket skapar fördröjning och lång medel-turnaround-tid.